# Thomas Köhler
Thomas Köhler (Zwickau, 25 juni 1940) is een voormalig Oost-Duits rodelaar.
Köhler won in 1962 de wereldtitel in het Poolse Krynica. In 1964 werd Köhler olympisch kampioen individueel. In 1967 werd Köhler wereldkampioen individueel en samen met Klaus-Michael Bonsack in het dubbel.
Tijdens de Olympische Winterspelen 1968 was Köhler de Oost-Duitse vlaggendrager tijdens deze spelen won Köhler samen met Bonsack de gouden medaille in het dubbel en de zilveren medaille individueel achter de Oostenrijker Manfred Schmid.
Köhler is samen met de Italiaan Paul Hildgartner de enige rodelaar die zowel individueel als in het dubbel olympisch kampioen is geworden.
Van 1969 tot en met 1976 was Köhler de coach van de Oost-Duitse rodelaars. In 1984 en 1988 was Köhler chef de mission van de Oost-Duitse ploeg tijdens de Olympische Winterspelen.

## Resultaten

### Wereldkampioenschappen
| Jaar | Plaats       | Resultaat            |
| ---- | ------------ | -------------------- |
| 1962 | Krynica      | individueel          |
| 1965 | Davos        | dubbel               |
| 1967 | Hammarstrand | individueel · dubbel |

### Olympische Winterspelen
| Jaar | Plaats    | Resultaat                        |
| ---- | --------- | -------------------------------- |
| 1964 | Innsbruck | individueel · uitgevallen dubbel |
| 1968 | Grenoble  | individueel · dubbel             |

1964: Thomas Köhler ·
1968: Manfred Schmid ·
1972: Wolfgang Scheidel ·
1976: Dettlef Günther ·
1980: Bernhard Glass ·
1984: Paul Hildgartner ·
1988: Jens Müller ·
1992: Georg Hackl ·
1994: Georg Hackl ·
1998: Georg Hackl ·
2002: Armin Zöggeler ·
2006: Armin Zöggeler ·
2010: Felix Loch ·
2014: Felix Loch ·
2018: David Gleirscher ·
2022: Johannes Ludwig
1964: Josef Feistmantl / Manfred Stengl ·
1968: Klaus-Michael Bonsack / Thomas Köhler ·
1972: Paul Hildgartner / Walter Plaikner & Horst Hörnlein / Reinhard Bredow ·
1976: Hans Rinn / Norbert Hahn ·
1980: Hans Rinn / Norbert Hahn ·
1984: Hans Stanggassinger / Franz Wembacher ·
1988: Jörg Hoffmann / Jochen Pietzsch ·
1992: Stefan Krauße / Jan Behrendt ·
1994: Kurt Brugger / Wilfried Huber ·
1998: Stefan Krauße / Jan Behrendt ·
2002: Patric Leitner / Alexander Resch ·
2006: Andreas Linger / Wolfgang Linger ·
2010: Andreas Linger / Wolfgang Linger ·
2014: Tobias Wendl / Tobias Arlt ·
2018: Tobias Wendl / Tobias Arlt ·
2022: Tobias Wendl / Tobias Arlt
- Bibsys: 90765586
- Gemeinsame Normdatei: 142420700
- International Standard Name Identifier: 0000 0001 1712 5035
- Nederlandse Thesaurus van Auteursnamen: 283578041
- Réseau des bibliothèques de Suisse occidentale: 02-A020341328
- Système universitaire de documentation: 093778244
- Virtual International Authority File: 163128416
- WorldCat: E39PBJxmHyWyDBdK4MMFWKFYfq